# Marco Bragadino

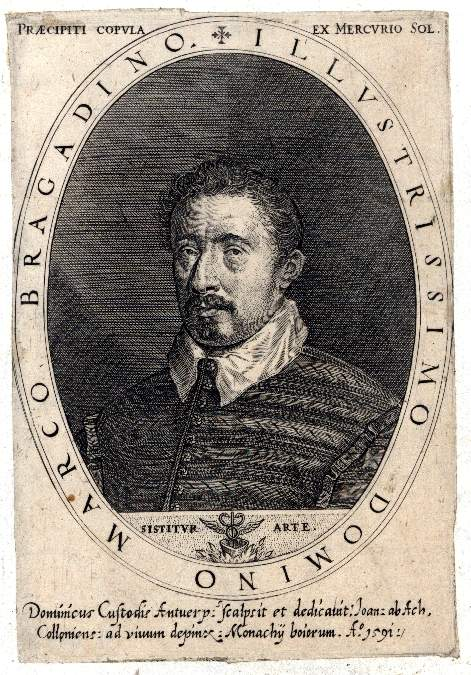
Marco Bragadino
Kupferstich von Dominicus Custos

Marco Bragadino, eigentlich Marco Antonio Mamugnà (* etwa 1545 auf Zypern; † 26. April 1591 in München), war ein italienischer „Goldmacher“ und Hochstapler.

## Leben
Über Kindheit und Jugend Bragadinos weiß man fast nichts. Nach der Eroberung Zyperns durch die Türken dürfte seine Familie wie viele andere christliche Bewohner der Insel nach Venedig geflohen sein. In Venedig ist Bragadino wahrscheinlich mit Hieronymus Scottus in Kontakt gekommen und wird von ihm die Geheimnisse der Alchemie – insbesondere der Goldmacherei – erlernt haben, oder zumindest die Tricks, sie vorzutäuschen. Seinen Namen wählte er sich nach dem Verteidiger von Famagusta gegen die Türken Marco Antonio Bragadin.

### Wanderjahre in Italien
Warum Bragadino Venedig verlassen musste, ist nicht bekannt. Zwischen 1574 und 1579 hielt er sich in Florenz auf und hatte dort Kontakt zur toskanischen Großherzogin Bianca Cappello, der er versprach, sie mit Hilfe des Steins der Weisen von ihrer Unfruchtbarkeit zu heilen. Aus diesem geschäftlichen Verhältnis dürfte die verhältnismäßig hohe Geldsumme (Minucci nennt mindestens 40.000 Scudi) stammen, über die Bragadino einige Zeit verfügen konnte.
Vor Gläubigern floh Bragadino nach Rom und wurde dort im Jahr 1586 Mönch in einem Kapuzinerkloster. Er empfing die niederen Weihen und die erste der höheren, wurde also Subdiakon. Im Jahr 1588 verließ er jedoch ohne Erlaubnis sein Kloster und nahm sein unstetes Leben wieder auf. Aufenthalte in Genf, England und Frankreich sind bezeugt. Als er nach Italien zurückkehrte, sah er sich dem Zugriff der Inquisition ausgesetzt, die ihn als entsprungenen Mönch verfolgte, und verschaffte sich als Schutz davor mit seiner Goldmacherei einflussreiche Freunde. Prominentester davon war der Herzog von Mantua, den er um 25.000 Scudi erleichterte.

### Venedig
Die Republik Venedig lud ihren ehemaligen Mitbürger als Staatsgast ein, um von seinen Fähigkeiten zu profitieren. Am 26. November 1589 betrat Bragadino als allseits gefeierter Alchemist die Stadt. Da er wie zuvor aber keine nennenswerten Goldmengen produzieren konnte, sondern immer nur auf Zeit spielte, wurde der Boden allmählich zu heiß für ihn. Im April 1590 verließ er Venedig fluchtartig in Richtung Padua.

### Bayern
In Padua erreichte ihn der Ruf des Herzogs Wilhelm V. von Bayern. Im August 1590 traf Bragadino am Hof des Herzogs auf der Burg Trausnitz in Landshut ein. Er gewann schnell das Vertrauen des Herzogs, weil er nicht nur versprach, durch Erzeugen üppiger Goldmengen die immensen Schulden des Herzogtums zu tilgen, sondern sich auch erbötig machte, durch seine Kunst den Herzog selbst zu heilen, der an starken Kopfschmerzen litt. Ferner versuchte er über den Agenten des Herzogs beim Papst einen Dispens von seiner geistlichen Weihe zu erlangen, allerdings vergeblich.

### Das Ende
Da es Bragadino auch am bayerischen Hof nicht gelang, das versprochene Gold zu produzieren, wurden seine Kritiker immer lauter und zahlreicher. Am 24. März 1591 wurde er auf Betreiben der Landstände ohne Wissen des Herzogs mitsamt seinem Gefolge verhaftet. Nachdem er unter Androhung der Folter seine Betrügereien gestanden hatte, und auch Herzog Wilhelm sich der Erkenntnis nicht mehr verschließen konnte, einem Betrüger aufgesessen zu sein, wurde er wegen Betrugs zum Tode am Galgen verurteilt. Durch Intervention von jesuitischer Seite wurde die als unehrenhaft geltende Hinrichtung durch Hängen in Tod durch das Schwert umgewandelt. Die Enthauptung am 26. April 1591 vor einer großen Menschenmenge auf dem Münchner Weinmarkt geriet zum Desaster, weil es dem Scharfrichter erst beim dritten Schlag gelang, den Kopf vom Rumpf zu trennen.

## Trivia
- Seiner Bedeutung als schillernder Figur eines Alchemisten am bayerischen Herzogshof wird heute noch in den alljährlichen Faschingsvorlesungen des Lehrstuhls für Anorganische Chemie an der Technischen Universität München gedacht.
- Das abenteuerliche Leben Bragadinos liefert Stoff für verschiedene Themenführungen in München und Landshut (Burg Trausnitz).